# Peulandok Teungoh
Peulandok Teungoh is een bestuurslaag in het regentschap Pidie Jaya van de provincie Atjeh, Indonesië. Peulandok Teungoh telt 595 inwoners (volkstelling 2010).